# Räls

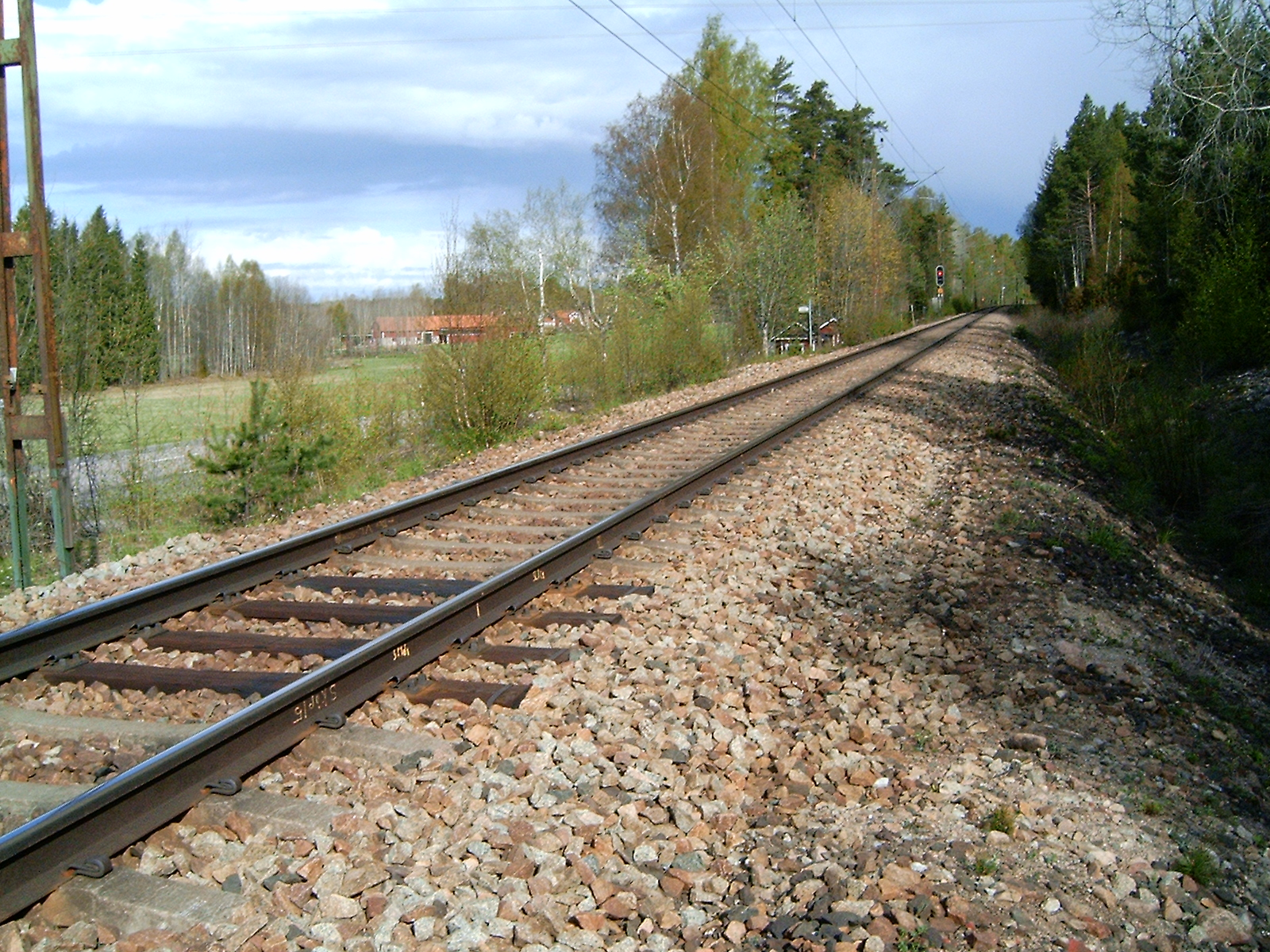
Räler med både trä och betongsliprar.

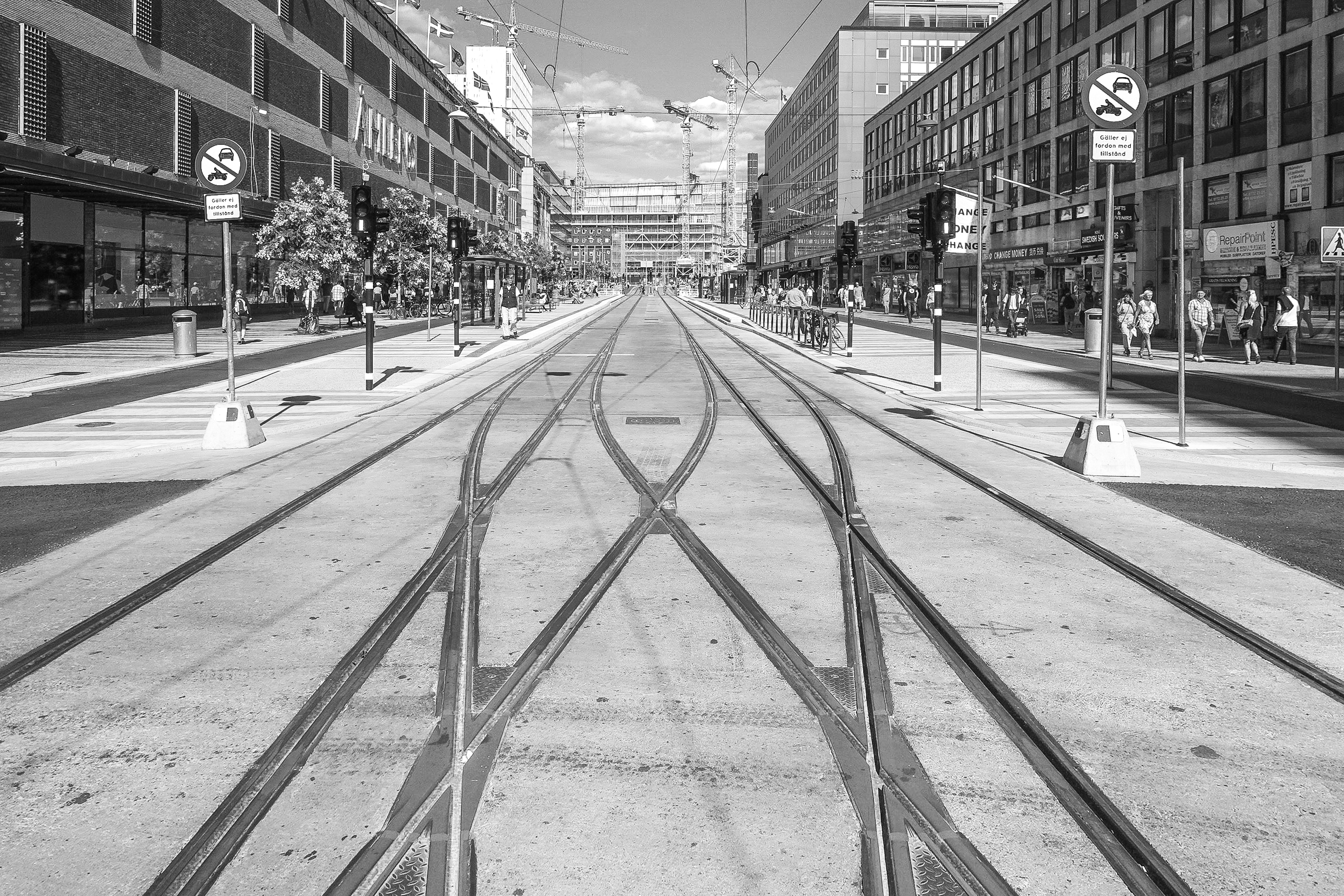
Korsande spårvagnsräls i centrala Stockholm för Spårväg City.

Räls är ett generellt namn på ett par skenor som spårfordon såsom tåg eller spårvagnar rullar på. En skena kallas räl och i plural räler. Ordet är en försvenskning av engelska ordet "rails" och är belagt i svenska språket sedan 1890.

## Funktioner
- Att bära upp tåghjulens tyngd (se största tillåtna axeltryck) och de dynamiska krafter som kan uppstå.
- Att styra hjulaxlarna i sidled. Rälsen ska tåla stötar från hjulflänsarna (se flänshjul) och vara avfasade så att de koniska hjulen självcentreras (se gångegenskaper (tåg)).
- Att förmedla drivström till tåget vid eldrift. Strömmen tillförs från kontaktledningen och återleds via rälsen. Den räl som återleder strömmen brukar kallas S-räl. Se Rälsåterledning och skarvning nedan.
- Att förmedla signaler om hinder på spåret. Genom att en hjulaxel kortsluter en signalspänning mellan de två rälerna kan säkerhetssystemet veta om ett tåg befinner sig på en spårsträcka. Se spårledningar. Den räl som har en spårledning brukar kallas I-räl.

## Tillverkning
Räler tillverkas av valsat stål. Ungefär 10 valssteg krävs. Förr brukade alla stålverk valsa räls, men nu under 2000-talet är rälstillverkningen specialiserad och sker bara hos ett fåtal verk. Vid valsningen blir längderna drygt 100 m och man svetsar sedan ihop dem till längder upp till 500 m som distribueras ut på specialbyggda tågsätt. 
Rälsen är förhållandevis böjlig, men vid kraftigare kurvradier brukar man kröka den i ett verktyg med 3 rullar. Stålet har en sträckgräns på upp till 1000 N/mm². Rälsen görs något hårdare än hjulen för att hjulen ska slitas och inte rälsen (enklare totalt underhåll). Rälstålet brukar vara legerat med mangan som gör rälsen lite självhärdande. Typisk sammansättning kol 0,53-0,65%, mangan 0,9-1,7% kisel 0,1-0,5%, rest järn. För kraftigt trafikerade spår och kurvor med stort rälsslitage brukar man inlägga en mer kraftigt härdad räl. Den är dock känsligare för skador när temperaturen är under -20°C.
I stället för att legera rälen kraftigare kan man idag välja en huvudhärdad räl. Härdning görs i detta fall med en så kallad explosionshärdning. Nya växlar brukar normalt levereras huvudhärdade.

## Historik
Från början fanns räler av trä och gjutjärn. Tidigt experimenterades det med olika typer av räler, slipers och fästen. Träräler med metallband fästa på toppen användes i USA i början av 1800-talet för att spara pengar. I Storbritannien användes vid samma tid massiv järnräls som sänktes ned i gjutjärnsvaggor, så kallade stolar, vilka i sin tur var fästa vid sliprar.

### Vignolräl

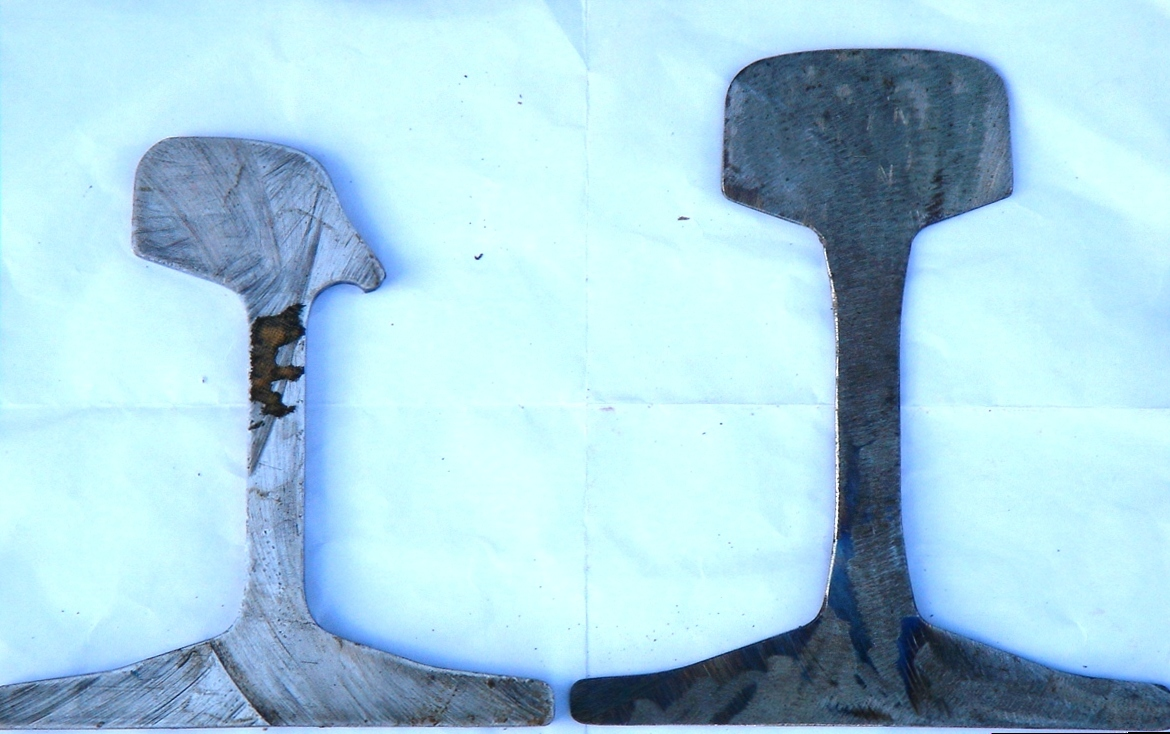
Två rälsprofiler, båda av Vignoltyp med flat botten. Den vänstra rälen är kraftigt sidsliten och har troligtvis legat i ett kurvspår.

På 1830-talet introducerade Robert L. Stevens räls i USA som bestod av massivt järn och som hade flat botten. Engelsmannen Charles Blacker Vignoles rekommenderade 1836 användandet av den nya rälstypen vid byggandet av järnvägen London-Croydon. Den flata botten gjorde att rälsen kunde fästas direkt vid sliprar, utan användande av stolar. Rälstypen har sedan dess kommit att kallas Vignolräls, och är den typ av räls som internationellt används än idag, med flatbottnad fot, liv och huvud.

### Stolräl
En typ av räls som användes i Storbritannien. Både botten och huvud är snarlika, för att fästa rälen mot slipern används så kallade stolar (chairs). Rälen fixerades från början med träkilar i stolen. Stolrälen förekom i princip endast i Storbritannien och dess kolonier. Användningen av stolrälen har minskat kraftigt.

### Gaturäl
I princip en vignolräl, som försetts med en flänsränna. Används där spåret är samförlagt med gatumark, oftast spårvägar med gatuspår, eller i hamnar och liknande områden. Flänsrännan är skålformad, vilket innebär att den är självrensande. Gaturälen har större flänsränna än spårvägsrälen. I spårkorsningar kan gaturälen vara flänsbärande, d.v.s hjulet rullar på sin fläns över spårkorset, vanligt på spårvägar. I Göteborg minskar man ljudet och slitaget av spårvagnarna genom att lägga ner smörjmedel i flänsrännan.

### Rälstyper vid SJ
Rälsmodellerna vid SJ namngavs ursprungligen efter vilket år som de introducerades. År 1877 gick SJ över från att beställa järnräls till att beställa stålräls.
Rälsmodeller vid SJ
- 1855 30,87 kg/meter
- 1864 32,35 kg/m
- 1873 31,23 kg/m
- 1874 33,00 och 34,00 kg/m
- 1878 27,27 kg/m och 27,5 kg/m (27,8 kg/m)
- 1896 40,50 kg/m (41,18 kg/m)
- 1899 34,00 kg/m (34,50 kg/m)
- 1920 39,70 kg/m
- 1924 43,20 kg/m
- 1940 50,00 kg/meter

Det förekom lite olika varianter av samma modell. Rälsvikten inom parentes anger rälsvikten på räls tillverkad från och med år 1918.
| huvud bredd | livtjocklek | fotbredd | höjd mm | vikt/meter | järnväg                |
| ----------- | ----------- | -------- | ------- | ---------- | ---------------------- |
| 57          | 13          | 108      | 125     | 34,0       | SJ 1874 års nya        |
| 57          | 11          | 102      | 108     | 27,5       | SJ 1878 års nya        |
| 69          | 13          | 133      | 133     | 41,18      | SJ 1896                |
| 64          | 13          | 122      | 126,5   | 34,5       | SJ 1899                |
| 64          | 11          | 116      | 121     | 31,23      | SWB 1898               |
| 65          | 14          | 125      | 140     | 43,5       | SWB 1915               |
| 57          | 11          | 104      | 123     | 31,15      | BJ 1883                |
| 60          | 11          | 123      | 123     | 32,75      | BJ 1899                |
| 65          | 14          | 125      | 140     | 43,8       | BJ 1907                |
| 67          | 14          | 125      | 142     | 45,25      | BJ 1927                |
| 47          | 9           | 86       | 101     | 21,5       | Skåne-Hallands järnväg |
| 43          | 7           | 79       | 89      | 17,2       | Skåne Hallands järnväg |

## Rälstyper
Den numera allenarådande vignolrälen har länge haft samma tvärsnitt med fot, liv och huvud. Räls som ska försänkas i en gata förses med en rännskena för hjulens flänsar. Rälsens dimensioner sammanfattas i kg/m. Vanliga vikter i Sverige är 43, 50 och 60 kg/m. På nyare banor i Sverige läggs UIC60 (Internationella järnvägsunionen) som klarar 30 tons axeltryck (STAX 30). Rälsfoten är 150 mm, höjden 172 mm och rälshuvudet 72 mm brett. Högbelastade banor i USA har 70 kg/m.
Nedan följer en tabell med några rälstyper (sorterade efter specifik vikt). Observera att uppgifterna skiljer sig mellan olika källor: 
| Typ       | Specifik vikt [kg/m] | Höjd [mm] | Bredd [mm] | Böjmotstånd [mm3] | Tröghetsmoment [mm4] |
| --------- | -------------------- | --------- | ---------- | ----------------- | -------------------- |
| S 7       | 6,75                 | 65        | 50         | 15.200            | xxx                  |
| 70/10     | 10,0                 | 70        | 58         | 24.400            | xxx                  |
| DJ 18,5   | 18,5                 | 83        | 80         | 48.100            | xxx                  |
| S 20      | 19,8                 | 100       | 82         | 66.800            | xxx                  |
| ASCE 5040 | 24,8 (50 lbs/yard)   | 98,4      | 98,4       | 81.600            | xxx                  |
| SJ 27     | 27,8                 | 108       | 102        | 100.000           | 5.590.000            |
| SJ 34     | 34,5                 | 126       | 122        | 148.000           | 9.610.000            |
| ASCE 7540 | 37,2                 | 122,24    | 122,24     | 149.100           | xxxxx                |
| NSB 40    | 39,8                 | 139       | 110        | 184.300           | xxx                  |
| SJ 43     | 43,2                 | 133       | 133        | 189.000           | 13.100.000           |
| BJ 1927   | 45,25                | 142       | 125        | 213.000           | 15.400.000           |
| DSB V     | 45,46                | 141       | 126        | 209.000           | xxx                  |
| S 49      | 49,1                 | 148       | 125        | 239.000           | 17.990.000           |
| SJ 50     | 50,00                | 155       | 133        | 258.000           | 20.460.000           |
| UIC 54    | 54,4                 | 159       | 140        | 279.000           | 23.460.000           |
| UIC 60    | 60,4                 | 172       | 150        | 335.000           | 30.550.000           |
| S 64      | 64,9                 | 172       | 150        | 356.000           | 32.520.000           |
| US 140    | 69,4                 | 186       | 152        | 415.000           | 40.880.000           |
| US 155    | 76,9                 | 203       | 171        | 470.000           | 53.300.000           |

Nedan data för några gaturäler: 
| Typ      | Specifik vikt [kg/m] | Höjd [mm] | Bredd [mm] | Böjmotstånd [mm3] | Tröghetsmoment [mm4] |
| -------- | -------------------- | --------- | ---------- | ----------------- | -------------------- |
| Ri 52/13 | 51,43                | 130       | 150        | 198.200           | xxx                  |
| Ri 59/13 | 58,2                 | 180       | 180        | 350.700           | xxx                  |
| Ph 37 a  | 66,8                 | 180       | 180        | 377.000           | xxx                  |

## Skarvning

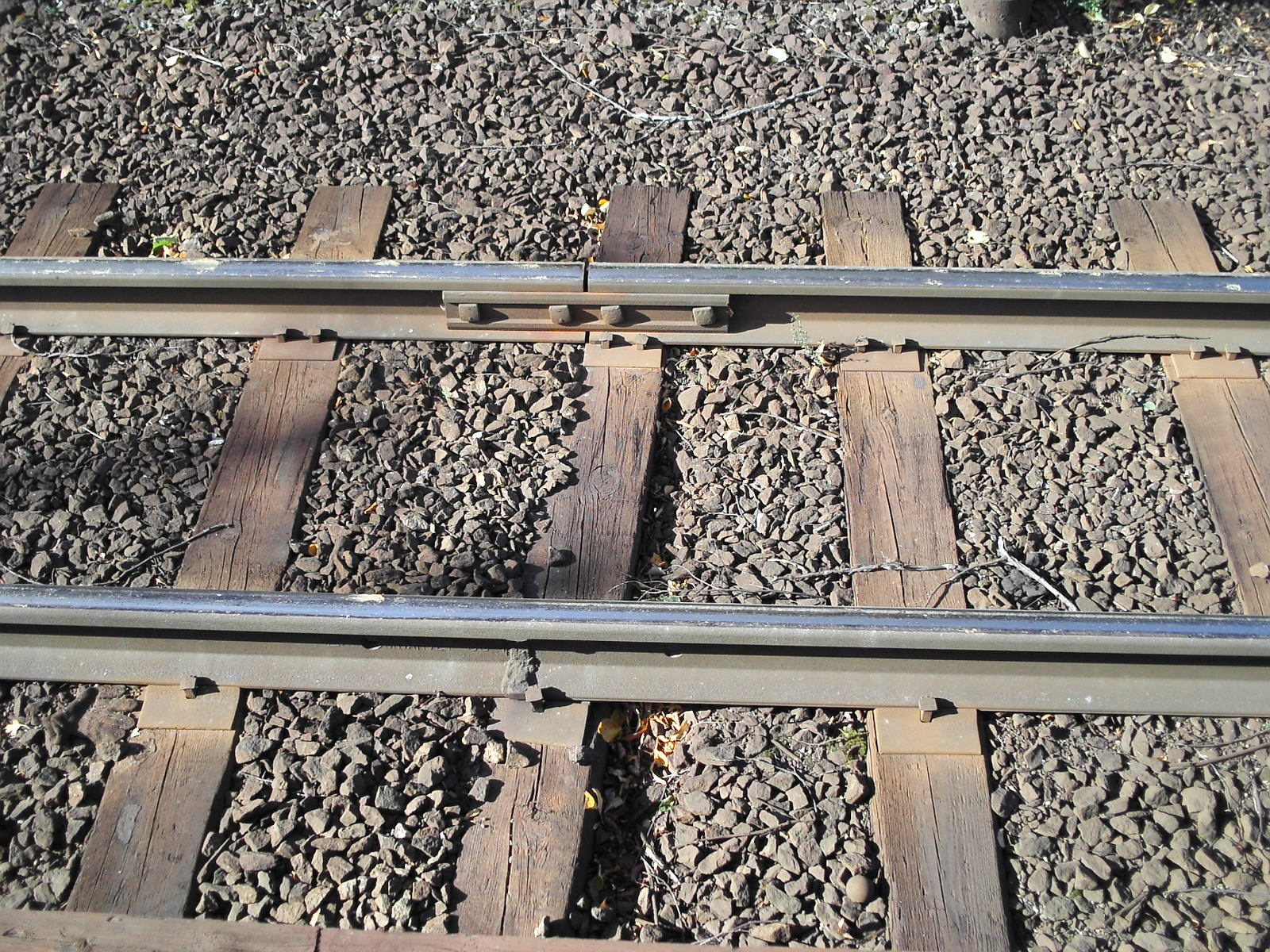
Skarvjärn på Roslagsbanan. Observera att det finns dubbla spikar på insidan av rälsen.

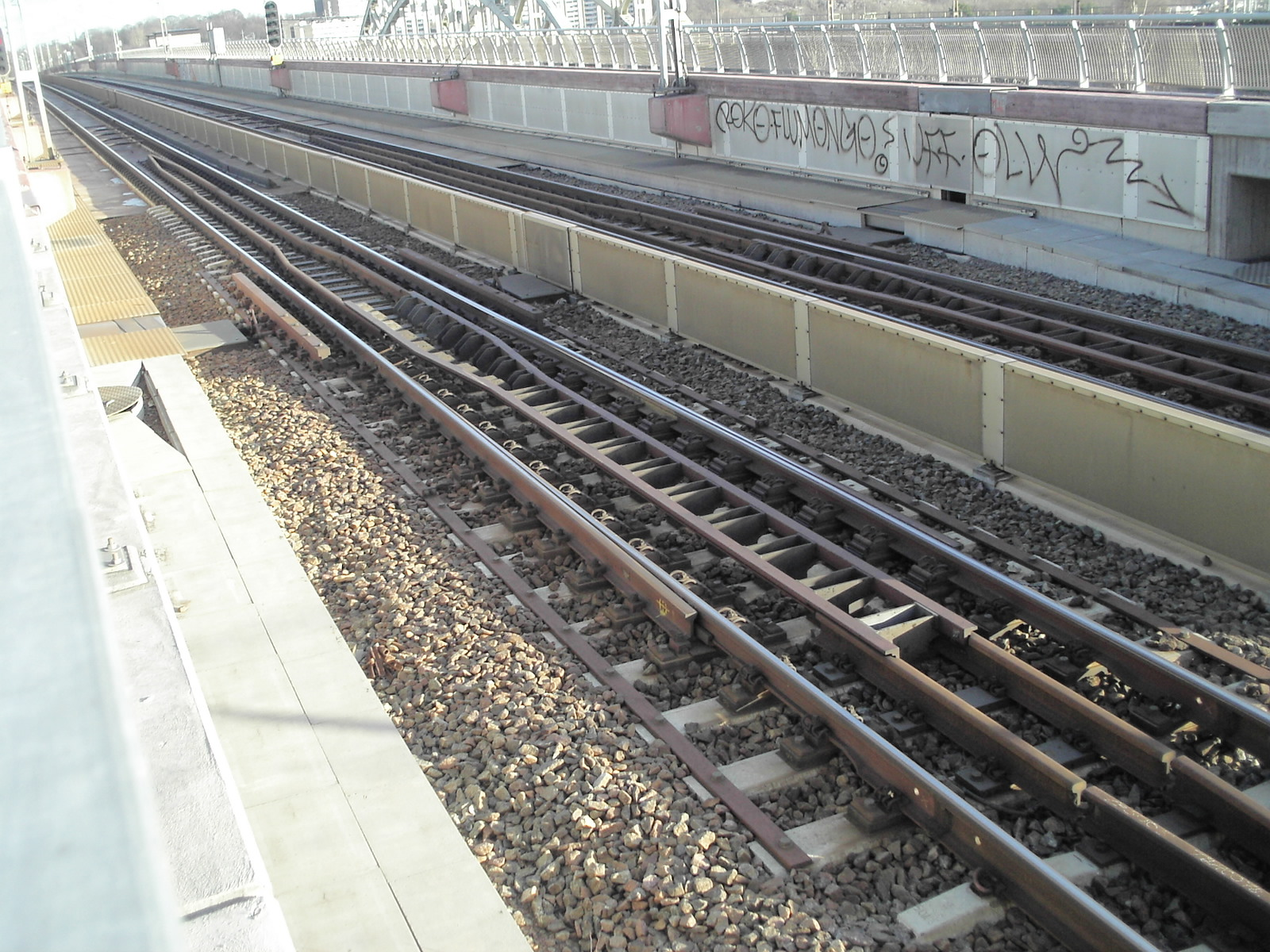
Expansionsskarv på nya Årstabrons södra landfäste med stålbalkar som utjämnar vertikala böjningar. Observera säkerhetsrälerna mitt i spåret som ska förhindra vältning vid urspårning

Räls monteras på sliprar med en befästningsanordning på järnvägsspåret.
Det finns fyra sätt att fästa samman räler:
- Med skarvjärn. Hål borras i livet i rälsändarna och skarvjärnen spänns samman med bultar och muttrar. Ett spel på ett par millimeter i skarven mellan rälerna eliminerar delvis effekterna av temperaturutvidgningarna i rälsen. Resultatet blir dock nedkörda rälsändar ("skarvdunk"). Skarvarna deformeras med tiden genom utvalsning. Skarvjärn förekommer endast på lågtrafikerade banor, till exempel industrispår. Nackdelen med skarvar är att, speciellt vid stationer och motlut med dubbelspår, den enkelsidiga förskjutningen med tiden trycker ihop rälerna så att de ej längre kan expandera, vilket kan leda till solkurvor (= urspårning). Vid den tidiga eldriften på Malmbanan visade det sig att man fick spänningsfall vid rälsåterledningen när skarvjärnen rostade. Sedan dess lödde man ofta fast en kopparfläta mellan rälsändarna.

- Genom svetsning. Svetsning ger en stum och jämn fog som även ger god återledning. Den stumma fogen betyder att temperaturförändringarna måste kompenseras av stålets elasticitet vilket kräver att rälsen är ordentligt förankrad i sidled så inte en solkurva uppstår (d.v.s. rälen vrider sig ur rälsbefästningen). Det är viktigt att spåret neutraliseras det vill säga svetsas ihop vid en medeltemperatur (eller tänja ut rälsen med hydraulverktyg) för att minska temperaturpåkänningarna.

En metod att svetsa är termitsvetsning, som är en pyroteknisk metod där pulver av aluminium och järnoxid förbränns och skapar rent järn och hög värme. Termitsvetsning sker enligt följande: En cirka 25 mm bred fog sågas upp i rälen. Rälernas läge spänns upp så att de ligger i rak linje. En gjutform fästs runt skarven där termit hälls ned. Termiten brinner med hög hetta så att rälsytorna hettas upp och smälter samman. "Skägget" som bildas slipas sedan bort.
Det österrikiska företaget Plasser & Theurer utvecklade för flera decennier sedan en elektrisk svets som skickade en kraftig ström (tusentals ampere) genom de två rälerna, varav skarven smälte. I omgångar tryckte hydraulik med stor kraft ihop de bägge rälerna. Denna motståndssvetsning används även vid sammansvetsningen av nytillverkade 40-meters räler till 360-meters räler.
- Med isolerskarv. Vid fjärrblockering behöver säkerhetssystemet känna av hinderfriheten på de olika blocksträckorna. Vid blockgränserna måste därför ena rälen isoleras med en isolerskarv. Speciellt i växlar krävs flera isolerskarvar eftersom S-räl och I-räl behöver byta sida flera gånger för att både strömmatning och signalering ska fungera. Se växel (järnväg). Isolerskarven har skarvjärn av icke-ledande kompositmaterial med isolerande plastmellanlägg/lim mot rälsen och i fogen. Isolerskarven är stum och monteras vanligen på fabrik som kortare rälsbitar som sedan termitsvetsas på plats.

På elektrifierade sträckor utgör den ena rälen - S-rälen - återledning av tågens drivström, således kan ett rälsbrott under vissa omständigheter ge en hög spänning i ena rälsändan. Därför måste man alltid jorda ihop rälsändorna innan man delar en räl.
- Med expansionsskarv (på grund av termisk expansion dvs längdutvidgning). Längre broar kan ha så stor temperaturutvidgning att inte stum fog tillåts. Detta gäller särskilt när man har ballastfria rälsbefästningar som är fastgjutna i brobanan. Expansionsskarven fungerar som en vanlig växeltunga, som dock ej kan röra sig i sidled utan endast i längsled. Skendunk och utvalsning undviks. Vid broskarvar kan sliprar på landsidan sjunka mer än på brosidan som har fastare underlag, så att vertikala böjkrafter uppstår i rälsen. Numera förser man därför expansionsskarvar med ca 6 m långa stålbalkar utmed rälsen, i vilka sliprar på bägge sidor är vertikalt låsta, men kan glida i längsled. Dessa gör då att böjkrafterna utjämnas. Västra Årstabron i Stockholm har sådana skarvar inklusive stålbalkar vid landfästena.

## Smörjning

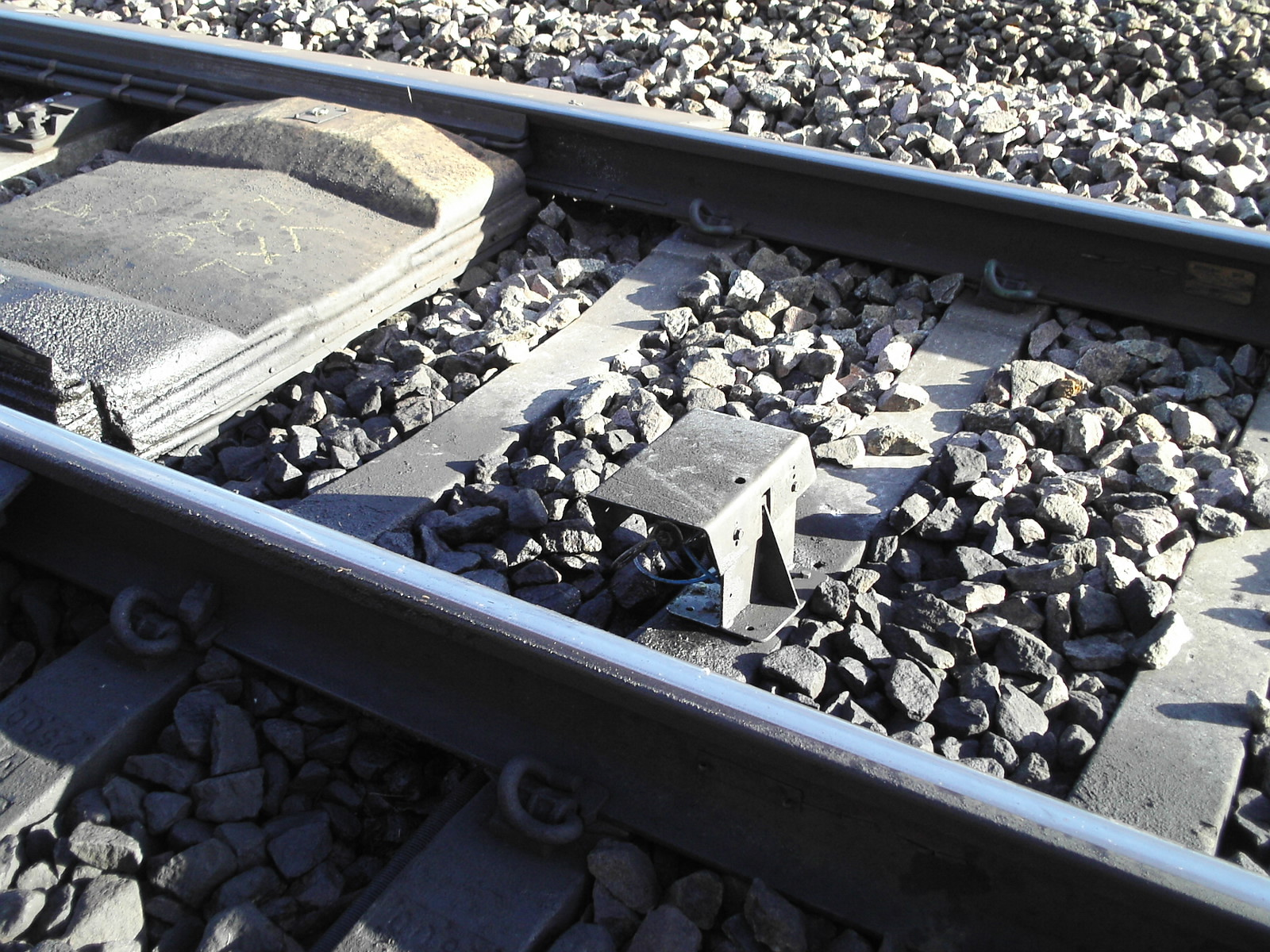
Smörjapparat som minskar gnisslet i en kurva eller, som här, i en växel

I snäva kurvor kan det hända att hjulen slirar trots att de är koniska för att utjämna längdskillnaden mellan innerräl och ytterräl (se gångegenskaper (tåg)). Detta ger slitage på räls och hjul. Därför monteras ibland smörjanordningar som med hjälp av kvävgas sprutar lite olja på ena rälens insida när tåg passerar.
Det är viktigt att smörjapparaten ej går sönder, då ett kort avbrott genast genererar repor i rälsen. När smörjapparaten väl kommit igång igen pressas fettet ned i sprickorna och smörjningen blir effektiv först då det "ovanskjutande" stålet slitits bort. 
Hos SL:s tunnelbana prövades tidigare såväl vatten som fotogen och smörjolja som smörjmedel, speciellt i den snäva kurvan mellan stationerna Slussen och Mariatorget.

## Slipning
Fordonen, tillsammans med banöverbyggnaden, genererar vibrationer. I vissa fall, speciellt i snäva kurvor, kan vågbildning på rälsens ovansida ("räfflor") uppstå. Det är små fördjupningar med en våglängd på några centimeter eller decimeter. De uppstår av högfrekventa svängningar i hjulen vid till exempel hög traktion eller orundhet i drivhjul. De orsakar bl.a. buller, nedsatt komfort samt ökat slitage på tåget.
Man använder speciella mätvagnar som med känsliga accelerometrar kan upptäcka dessa högfrekventa ojämnheter. Ojämnheterna tas bort genom slipning av anläggningsytan.
Det finns i princip två typer av slipningsmetod; dels "vinkelslip" och dels oscillerande. Det schweiziska företaget Speno har sedan decennier slipat svenska statens spår. Ett annat schweiziskt företag, Matisa, säljer spårgående maskiner som "gnuggar" bort (oscillerar) ojämnheterna. En fördel med oscillerande slipning är att det inte bildas något gnistregn som kan antända omgivningen.